# JTインベストメント
JTインベストメント株式会社（英: JT Investment Co., Ltd.)は、かつて存在した投資事業等を行う企業である。

## 概要
1975年1月8日にライフ株式会社として創業。1989年にはサンライフ株式会社に商号変更。四国県下を営業区域としている消費者金融であった。
2009年3月にネオラインキャピタル株式会社（後のクロスシード株式会社）に買収される。同年7月1日に会社分割を行い、消費者金融業をサンライフ（2代目）に分割し、当社はネオラインホールディングス株式会社に商号変更した。同時に本社も東京都に移転。これ以降、ネオライングループの投資会社となる。
それまでネオライングループの中核企業はネオラインキャピタルであったが、ネオラインホールディングスがネオラインキャピタルの親会社となったことから、グループの中核を担うようになった。
このように、現在の形になったのは2009年7月1日だが、旧サンライフの法人格を引き継いでいるため、公式な設立日は1975年1月8日となっている。
2010年には同業者のJトラストへ出資し、当社代表者である藤澤信義が社長に就任（兼務）した。
2012年7月に株式譲渡に伴い親会社がJトラスト株式会社になり、商号をJTインベストメント株式会社へ変更した。
2012年11月に効率化のため解散し、清算手続きに移行。2014年12月に清算が結了した。
なお社名に「JT」を冠するが、同じく「JT」を略称とする日本たばこ産業とは一切関係ない。

## 沿革
- 1975年1月 - ライフ株式会社として創業。
- 2009年
  - 7月 - 会社分割によりネオラインホールディングス株式会社に商号変更。ネオラインキャピタル株式会社（ファイナンス事業）へ投資（2012年1月全株式売却）。株式会社バニラ（レジャーホテル事業）へ投資（民事再生法申請案件）。株式会社エーエーディ（商業印刷事業）へ投資。株式会社大多喜ヒルズリゾート（ゴルフ場運営事業）へ投資。
  - 9月 - 東証1部上場企業である株式会社レナウン（アパレル事業）へ投資。
  - 10月 - 100％子会社であるネオラインクレジット貸付株式会社を設立し、韓国でのファイナンスビジネスへ投資。
- 2010年
  - 1月 - マグレガーゴルフジャパン株式会社（ゴルフ用具販売業）へ投資。
  - 4月 - 21世紀アセットマネジメント株式会社（投資運用事業）へ投資。（2010年12月全株式売却）
  - 7月 - 株式会社日本流動化信託（信託事業）へ投資。
  - 8月 - 東証1部上場企業であるNISグループ株式会社（総合金融事業）へ投資。
  - 9月 - 適格機関投資家に関する届出を行い受理。
- 2011年1月 - 本社を虎ノ門へ移転。
- 2012年
  - 7月 - Jトラスト株式会社の連結子会社となり、商号をJTインベストメント株式会社に変更する。
  - 11月 - 解散。
- 2014年12月22日 - 清算結了[2]。

## かつてのグループ会社
- ネオラインキャピタル株式会社
- 株式会社バッカーズ
- 株式会社ヴァラモス
- アペンタクル株式会社
- 株式会社コムレイド
- 株式会社クラヴィス
- 株式会社フロックスカード
- 株式会社パスキー
- 株式会社大多喜ヒルズリゾート
- ネオライン債権回収株式会社
- サンライフ株式会社
- NISグループ株式会社
- 株式会社SFコーポレーション